# First South
First South egy közösség Új-Skóciában, Kanada egyik tartományában. A Lunenburg Városi Körzetben található, Lunenburg megyén belül. Koordinátái: é. sz. 47° 26′ 04″, k. h. 19° 15′ 59″47.434444°N 19.266389°E

## Fordítás
- Ez a szócikk részben vagy egészben  a   First South, Nova Scotia című angol Wikipédia-szócikk ezen változatának fordításán alapul.  Az eredeti cikk szerkesztőit annak laptörténete sorolja fel. Ez a jelzés csupán a megfogalmazás eredetét és a szerzői jogokat jelzi, nem szolgál a cikkben szereplő információk forrásmegjelöléseként.

## Külső hivatkozások
- First South on Destination Nova Scotia